# Ash (Somerset)
Ash is een civil parish in het bestuurlijke gebied South Somerset, in het Engelse graafschap Somerset met 626 inwoners.